# باغ طغی
باغ طُغی یکی از باغ‌های تاریخی استان فارس واقع در شهر شیراز بوده‌است که در دوران مغول توسط امیرطغای ، حاکم وقت شیراز (۷۲۰-۷۳۳ ه‍.ق)  بنا شده‌است.
این باغ که هم‌اکنون ویران شده‌است ۲۳۴۲ مترمربع وسعت داشته و در بیرون دروازه بیضا (چهارراه زند کنونی) احداث شده بود. باغ طغی در قرن‌های بعد از بین رفت و در عصر قاجار در محل آن باغ نو مشیری ایجاد شد.